# Cleistanthus maingayi
Cleistanthus maingayi är en emblikaväxtart som beskrevs av Joseph Dalton Hooker. Cleistanthus maingayi ingår i släktet Cleistanthus och familjen emblikaväxter. Inga underarter finns listade i Catalogue of Life.